# René Borjas
René Borjas (Montevideo, 23 de desembre de 1897 - ibídem, 16 de desembre de 1931) fou un futbolista uruguaià destacat de la dècada de 1920.
Borjas va participar en els Jocs Olímpics d'estiu de 1928 amb la selecció de futbol de l'Uruguai. A més, és considerat una de les grans figures del Montevideo Wanderers Fútbol Club. Així mateix, Borjas va tenir una participació important al Campionat Sud-americà de futbol de 1926.
Va morir el 1931 als 33 anys, víctima d'un infart durant un partit de futbol amb el Montevideo Wanderers.